# Luikujärvi
Luikujärvi är en sjö i Finland. Den ligger i kommunen Jockas i landskapet Södra Savolax, i den södra delen av landet, 230 km nordost om huvudstaden Helsingfors. Luikujärvi ligger 88,1 meter över havet. Den är 19 meter djup. Arean är 1,55 kvadratkilometer och strandlinjen är 11,34 kilometer lång. Sjön  ingår i Vuoksens huvudavrinningsområde.   I omgivningarna runt Luikujärvi växer i huvudsak barrskog.